# Jaroslav Janiš

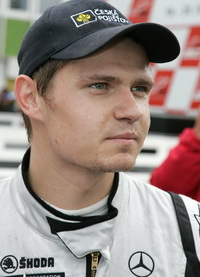
Jaroslav Janiš 2008

Jaroslav „Jarek“ Janiš (* 8. Juli 1983 in Olmütz, Tschechoslowakei) ist ein ehemaliger tschechischer Automobilrennfahrer. Er ist älterer Bruder des Rennfahrers Erik Janiš.

## Karriere
Janiš begann seine Motorsportkarriere 1989 im Kartsport, in dem er bis 1998 aktiv war. 1999 wechselte er in den Formelsport und startete in der deutschen Formel Ford. Nachdem er in seiner ersten Saison den siebten Gesamtrang belegt hatte, wurde er 2000 Vizemeister. Außerdem trat er 2000 zu einigen Rennen in verschiedenen Formelserien an. 2001 wechselte er in die deutsche Formel-3-Meisterschaft und beendete die Saison auf dem 22. Gesamtrang. Neben einzelnen Starts in anderen Rennserien gab er außerdem sein Formel-3000-Debüt beim letzten Rennen der Saison 2001. Er vertrat dabei bei Nordic Racing seinen Landsmann Tomáš Enge, der in die Formel 1 gewechselt war. In der Gesamtwertung wurde er 33.
2002 startete Janiš für den tschechischen Rennstall ISR Racing in der Euro Formel 3000. Der Rennfahrer gewann zwei Rennen und beendete die Saison auf dem dritten Platz in der Gesamtwertung. 2003 kehrte der Tscheche zurück in die internationale Formel-3000-Meisterschaft. Er blieb bei seinem Team, der in der Formel 3000 unter dem Namen Superfund ISR - Charouz antrat. Seine besten Platzierungen waren zwei vierte Plätze, mit denen er am Saisonende den achten Platz in der Meisterschaft belegte. In beiden Saisons war Yannick Schroeder sein Teamkollege. Neben seinem Debüt in der FIA-GT-Meisterschaft absolvierte er außerdem für Jordan Grand Prix Formel-1-Testfahrten.
2004 wechselte Janiš in die DTM und trat in einem Mercedes für das Team Rosberg als Teamkollege von Bernd Mayländer an. Der Tscheche blieb ohne Punkte. Außerdem absolvierte er in der Saison 2004 ein Rennen in der Champ-Car-Serie, in deren Gesamtwertung er den 24. Platz belegte. 2005 startete der Rennfahrer zunächst in der Formel Nippon. Nach drei punktelosen Rennen verließ Janiš die Serie und trat in der italienischen Formel 3000, der Nachfolgeserie der Euro Formel 3000 an. Für Ma-Con Engineering startend wurde er mit einem Sieg hinter Luca Filippi Vizemeister. 2006 startete er zunächst bei den ersten sechs Rennen der F3000 International Masters, der Vorgängerserie der internationalen Formel Master. Janiš beendete alle Rennen auf dem Podium und entschied vier für sich. Am Ende der Saison belegte er, obwohl er über die Hälfte der Rennen nicht absolviert hatte, den dritten Gesamtrang. Außerdem startete er für Zakspeed in der FIA-GT-Meisterschaft und wurde mit zwei Siegen Fünfter in der GT1-Klasse.
Nachdem er im Winter 2006/2007 vier Rennen für das tschechische Team in der A1 Grand Prix absolviert hatte, startete er 2007 nur zu einzelnen Rennen in der FIA-GT-Meisterschaft, der Le Mans Series, der American Le Mans Series und zum 24-Stunden-Rennen von Le Mans. Nach einer einjährigen Pause kehrte er 2009 in den aktiven Rennsport zurück und wurde beim 24-Stunden-Rennen von Le Mans Fünfter in der GT2-Klasse. Außerdem startete er in der Le Mans Series und wurde Dritter in der Lamborghini Blancpain Super Trofeo. 2010 trat er erneut in der Lamborghini Blancpain Super Trofeo an.

## Statistik

### Karrierestationen
| - 1989–1998: Kartsport - 1999: Deutsche Formel Ford (Platz 7) - 2000: Deutsche Formel Ford (Platz 2) - 2001: Deutsche Formel 3 (Platz 22) - 2001: Formel 3000 (Platz 33) - 2002: Euro Formel 3000 (Platz 3) - 2003: Formel 3000 (Platz 8) | - 2004: DTM - 2004: Champ Car (Platz 24) - 2005: Italienische Formel 3000 (Platz 2) - 2005: Formel Nippon - 2006: F3000 International Master (Platz 3) - 2006: FIA-GT-Meisterschaft, GT1-Klasse (Platz 5) - 2007: FIA-GT-Meisterschaft, GT2-Klasse (Platz 20) | - 2007: ALMS, GT2-Klasse (Platz 24) - 2007: Le Mans Series, LMGT2-Klasse - 2009: Lamborghini Blancpain Super Trofeo (Platz 3) - 2009: Le Mans Series, LMGT2-Klasse (Platz 12) - 2010: Lamborghini Blancpain Super Trofeo - 2011: FIA-GT3-Europameisterschaft (Platz 20) |

### Le-Mans-Ergebnisse
| Jahr | Team                   | Fahrzeug                   | Teamkollege   | Teamkollege        | Platzierung | Ausfallgrund |
| ---- | ---------------------- | -------------------------- | ------------- | ------------------ | ----------- | ------------ |
| 2007 | Spyker Squadron b.v.   | Spyker C8 Spyder GT2-R     | Mike Hezemans | Jonny Kane         | Ausfall     | Motorschaden |
| 2009 | Snoras Spyker Squadron | Spyker C8 Laviolette GT2-R | Tom Coronel   | Jeroen Bleekemolen | Rang 25     |              |

### Sebring-Ergebnisse
| Jahr | Team            | Fahrzeug  | Teamkollege | Platzierung | Ausfallgrund |
| ---- | --------------- | --------- | ----------- | ----------- | ------------ |
| 2007 | Spyker Squadron | Spyker C8 | Peter Kox   | Rang 23     |              |